# La Carriole
La Carriole est le premier roman de Jean Siccardi paru en 1994 aux éditions Phébus.
Hormis l'intrigue propre aux personnages du roman, cet ouvrage fait plus ou moins référence à plusieurs événements historiques, l'Empire colonial italien brièvement au début et en milieu de roman, l'immigration italienne en France, la Première Guerre mondiale en sous-entendant également la Triplice, nom donné à la Triple alliance conclue entre l'Empire allemand, la Double monarchie austro-hongroise et le royaume d'Italie de 1882 à 1914.
Il se compose de 9 chapitres dont le quatrième est consacré aux lettres de guerre du personnage principal, Lorenzo.

## Résumé
À la fin du XIXe siècle, Lorenzo a huit ans quand son père disparait en héros de l'armée coloniale italienne en guerre.
Ce père envoyait toute sa solde militaire à sa famille. Sans ces revenus essentiels, celle-ci tombe très vite dans la misère dont sont victimes tous les pauvres gens de la région. Après la mort de sa sœur Anna, Lorenzo quitte son village du Haut-Piémont, Barbaresco, avec sa mère et ses deux autres sœurs, Laura et Léa. Ils séjournent et travaillent quelque temps dans un cabanon près de la ville d'Alba mais les jours ne sont pas meilleurs. Rosa décide alors de partir avec Lorenzo, comme beaucoup d'italiens, vers la mer, côté français et place ses deux filles dans un couvent. En chemin, ils rencontrent Bartolomeo, un colporteur qui leur offre le transport dans sa carriole jusqu'à Vintimille et un voyage en train jusque chez sa sœur, Maria, à Nice. Lorenzo s'éprend d'Almirana, la bonne du docteur Gaétan chez qui il ramène le linge lavé par sa mère. Cette dernière, de son côté, est amoureuse de Bartolomeo qui dans les lettres à sa sœur demande de ses nouvelles. Il débarque à Nice avec sa carriole à l'été 1901 et épouse Rosa fin septembre. Mais le docteur et Almirana partent pour les colonies et Nice n'a plus la même saveur pour Lorenzo. En 1904, la nouvelle famille déménage pour le vieux village abandonné du Broc dans les collines du nord de Nice où s'écoulent de douces journées. La guerre éclate, la Grande Guerre, Lorenzo part au combat. Quand il revient au village, il apprend par Marthe, une amie atypique de la famille, les morts de Rosa et de Bartolomeo, et l'informe lui-même de la mort de ses fils, Adrien et Barnabé. Leur désespoir est profond, « Lorenzo était un enfant insouciant, Lorenzo revenait meurtri, écartelé au plus profond de ses rêves ». Il retrouve ses propres lettres que Rosa avait remises pour lui dans la boite aux lettres du Castello, leur maison. De la remise, il ressort la vieille carriole de Bartolomeo, la remet en état puis retourne à Nice, achète de la quincaillerie et après un dernier regard pour la belle maison blanche où demeurait Almirana, reprend la route comme le faisait Bartolomeo. Il rencontre Benedetto, musicien ambulant. Ensemble ils font un brin de chemin et unissent leurs efforts. Il apprend ainsi « à être de nulle part ».

## Éditions
- Éditions Phébus, Paris, 1994, 135 p. collection « D'aujourd'hui », dirigée par Jane Sctrick  (ISBN 2-85940-339-6)[1].

## Distinctions
- 1995 : Prix Gironde-Nouvelles-Écritures